# Los Ángeles
För andra betydelser, se Los Angeles (olika betydelser).
Los Ángeles är en stad i den chilenska regionen Biobío och är huvudort för provinsen Biobío. Staden är belägen mellan Lajafloden och Biobíofloden i centrala Chile. Folkmängden uppgår till cirka 140 000 invånare. Norr om staden finns nationalparken Laguna del Laja med flera vulkaner.

## Historia
Los Ángeles grundades 1739 av José Antonio Manso de Velasco som en spansk militär utpost under Araucokriget. Det ursprungliga namnet var Villa de Nuestra Señora de Los Ángeles. Staden återuppbyggdes ett flertal gånger i samband med spanjorernas strider mot Mapucherna.